# Szymon Askenazy
Pour les articles homonymes, voir Askenazy.
Szymon Askenazy, né le 28 décembre 1866 à Zawichost et décédé le 22 juin 1935 à Varsovie, est un historien et diplomate polonais. Professeur à l'université de Lwów, puis à l'université de Varsovie, il est le fondateur de l'école historique de Lwów également connue comme l'école Askenazy, qui polémique avec celle de la génération précédente, de l’école positiviste dite de Cracovie. Il est notamment l'auteur de l'œuvre monumentale Napoléon et la Pologne.

## Biographie
Fils de Wolf Askenazy, un riche marchand juif, Szymon Askenazy est né en 1866 à Zawichost près de Sandomierz. Diplômé en droit de l'Université de Varsovie en 1887, Askenazy commence à travailler au barreau de Varsovie. Cependant, il abandonne la pratique du droit pour étudier l'histoire à l'Université de Göttingen, où il obtient son doctorat en 1893. Après une tentative infructueuse d'établir une collaboration scientifique avec l'université de Cracovie, il entame une carrière à l'université de Lwów où il obtient son habilitation et, dans les années 1898-1919, le poste de professeur d'histoire (à partir de 1906, professeur titulaire).
Partisan actif de l'assimilation des Juifs, il est élu en tant que leur représentant au conseil municipal de Lwów, où il se heurte à une forte opposition de la part des représentants des organisations sionistes. 
Askenazy mène des recherches sur l'histoire des Juifs polonais et leur contribution à l'histoire de la Pologne. C'est le but du périodique Magazine trimestriel consacré à la recherche sur le passé des Juifs en Pologne, qu'il crée et qui paraît dans les années 1911-1913. L'historien est fidèle au judaïsme et aime se vanter de ses ancêtres, parmi lesquels figurent le remarquable rabbin du XVIIe siècle Chacham Tzvi Askenazy et Salomon Askenazy, le médecin à la cour du roi Zygmunt August.
Szymon Askenazy soutient l'idée des légions polonaises et l'activité indépendantiste de Józef Piłsudski. Pendant la Première Guerre mondiale il est en Suisse où il mène le combat en faveur de la cause polonaise en prenant part aux travaux du Comité suisse de soutien aux victimes de la guerre en Pologne, dit "comité de Vevey" aux côtés de Henryk Sienkiewicz, Gabriel Narutowicz et Ignacy Jan Paderewski.
À deux reprises, en 1918 et en 1924, on lui refuse la chaire de l'université de Varsovie, en raison de la forte opposition d'un autre historien talentueux, Marceli Handelsman. Cet antagoniste lui reproche, entre autres, de faire « de l’hagiographie nationale ». 
Dans les années 1920-1923 il est ministre plénipotentiaire à la délégation polonaise auprès de la Société des Nations à Genève où il défend le tracé des frontières du jeune État polonais. La prise de pouvoir par le gouvernement du centre-droite pousse Ascenazy à démissionner en 1923 de ses fonctions et rentrer à Varsovie. 
Il décède en 1935 et il est enterré au cimetière juif  de la rue Okopowa. Ses obsèques sont l'occasion de nombreux hommages et manifestations patriotiques. 
Son épouse Felicja est décédée en 1941 et leur fille unique Janina est assassinée par les Allemands peu après.

## Son œuvre
Szymon Askenazy insiste sur la nécessité de mener des recherches sur la période 1795-1830, la connaissance de l’histoire des luttes pour l’indépendance étant indispensable à la survie de la nation polonaise. Il s'oppose aux historiens de l’école de Cracovie qui s’attachent à prouver que la perte de l'indépendance est le résultat de la décadence de la Pologne. 
Szymon Askenazy souligne les valeurs et les forces morales que la nation a su préserver face l'adversité. S’intéressant surtout à l’histoire politique, il attache beaucoup de poids à la psychologie et aux motivations des personnages historiques. Il est également le premier des historiens polonais à considérer le problème de la Pologne dans un vaste contexte européen. Il publie, entre autres, une dissertation précieuse intitulée Gdańsk et Pologne (1919), Russie - Pologne 1815-1830 (1907), Napoléon et Pologne (1918-1919), Alliance polono-prussienne (1918).
Ses œuvres, telles que Łukasiński ou le Prince Józef Poniatowski, façonnent la conscience nationale de toute la génération qui conduit à la reconstruction de la Pologne en 1918. Mais c'est son œuvre magistrale Napoléon et la Pologne qui reste encore aujourd’hui la plus importante de l’historiographie polonaise de l’époque napoléonienne. L’auteur y démontre l’importance historique des légions polonaises, formées en 1797 en Italie, pour la cause nationale de la Pologne. 
Il est chevalier de la Légion d'honneur[Quand ?].

## Principales œuvres
- Die letzte polnische Königswahl (La dernière élection royale en Pologne), Göttingen, 1894
- Wczasy historyczne, Gebethner et Wolff, Varsovie-Cracovie, 1902 (t. 1), 1904 (t. 2)
- Książę Jozef Poniatowski, 1763-1813, Lwów, 1904, Varsovie-Cracovie, 1910, Varsovie-Poznań, 1913
  - Fürst Joseph Poniatowski, Gotha, 1912
  - Le prince Joseph Poniatowski, Paris, 1915
  - Prince Joseph Poniatowski, Londres, 1915
- Uniwersytet Warszawski (L'Université de Varsovie), Varsovie, 1905
- New partitions of Poland, Londres, 1916
- Rosja – Polska (Russie - Pologne), 1815-1830, Lwów, 1907
- Łukasiński, Lwów, 1908
- La Pologne et l'Europe, Genève, 1916
  - Poland and Europe, Londres, 1916
- La Pologne et la paix, Lausanne, 1917
- L'Angleterre et la Pologne, Lausanne, 1917
- Napoleon a Polska, (Napoléon et la Pologne), Varsovie, 1918-1919
- Przymierze polsko-pruskie (L'Alliance polono-prussienne), Varsovie, 1918
- Gdańsk a Polska (Gdańsk et la Pologne), Varsovie, 1919
- Tadeusz Kosciuszko, for the centenary of his death, Londres, 1917
- Szkice i portrety, (Esquisses et portraits), Varsovie, 1937